# Léon Tom
Léon Tom (n. 25 octombrie 1888, Antwerpen, Flandra, Belgia) a fost un scrimer ce a reprezentat Belgia, medaliat olimpic. A participat la 4 ediții ale Jocurilor Olimpice (1912, 1920, 1924, 1928) în care a câștigat două medalii de argint.